# جماعة نصرة الإسلام والمسلمين
جماعة نصرة الإسلام والمسلمين هي منظمة عسكرية جهادية، تكونت في 3 جمادى الآخرة 1438 هـ / 2 مارس 2017 م بعد اندماج أربع حركات مسلحة مشاركة في الصراع في شمال مالي.

## التكوين
أعلنت جماعة نصرة الإسلام والمسلمين تكوينها في شريط فيديو صورته مؤسستها الإعلامية الزّلاقة وأرسل في 3 جمادى الآخرة 1438 هـ / 2 مارس 2017 إلى وكالة نواكشوط للأنباء وبث من الغد. عدة قادة جهاديين ظهروا في الفيديو وهم: إياد أغ غالي (أمير أنصار الدين) وجمال عكاشة (أمير جهة الصحراء ضمن القاعدة في بلاد المغرب الإسلامي) ومحمد كوفا (أمير جبهة تحرير ماسينا) والحسن الأنصاري (مساعد مختار بلمختار أمير تنظيم المرابطون) وأبو عبد الرحمن الصنهاجي (قاضي القاعدة في بلاد المغرب الإسلامي). هؤلاء أعلنوا تجمعهم واندماجهم في هيكل واحد، وأعلنوا مبايعتهم لأيمن الظواهري (أمير تنظيم القاعدة) وأبو مصعب عبد الودود (أمير تنظيم القاعدة في بلاد المغرب الإسلامي) وهبة الله أخوند زاده (أمير تنظيم طالبان). تم اختيار إياد أغ غالي كأمير للتنظيم. 

كانت هذه الحركات المسلحة مقربة من بعضها البعض من قبل اندماجها، وكانوا قد نسقوا البعض من عملياتهم. عبر هذا الاندماج، تريد جماعة نصرة الإسلام والمسلمين أن تثبت موقعها كقوة مهيمنة أمام التأثير المتزايد لتنظيم الدولة الإسلامية (داعش).

## العمليات
تبنت جماعة نصرة الإسلام والمسلمين هجوم بوليكاسي في 6 جمادى الآخرة 1438 هـ / 5 مارس 2017 م الذي أوقع 11 قتيلًا و5 جرحى في صفوف الجيش المالي وجريحين إثنين في صفوف التنظيم. تبنت هجومًا آخر في نفس المدينة في 1 رجب 1438 هـ / 29 مارس 2017 م، وكذلك مقتل جندي فرنسي في غابة فهيرو في 8 رجب 1438 هـ / 5 أبريل 2017 م. وقعت في 21 رجب 1438 هـ / 18 أبريل 2017 م معركة غورما راروس التي خلفت بين 10 و16 قتيلًا و4 أسرى في صفوف التنظيم و5 قتلى وبين 10 و16 جريحًا في صفوف الجيش المالي، شاركت أيضًا قوات فرنسية في المعركة دون وقوع خسائر. في 23 رمضان 1438 هـ / 18 يونيو 2017 م، تبنى التنظيم هجوم باماكو الذي أوقع 4 قتلى مدنيين و4 قتلى من المسلحين وقتيل جندي واحد.
في 20 ذي الحجة 1440 هـ / 21 أغسطس 2019 م، أعلنت جماعة نصرة الإسلام والمسلمين مسؤوليتها في هجوم على دورية قتل فيه خمسة جنود ماليين بالقرب من مدينة بوني قرب مدينة بومتي
اعترفت جماعة نصر الإسلام والمسلمين بمسؤوليتها في مقتل العديد من الضحايا المدنيين بتاريخ 4 محرم 1441 هـ / 3 سبتمبر 2019 م إثر انفجار لغم ارضي زرعه المجاهدون على الطريق الرابط بين «دوانزا» و«بوني» تسبب في انفجار حافلة مدنية وكذلك شاحنة ناقلة للمدنيين بمنطقة «سانمانتيغا» في يوم 9 محرم 1441 هـ / 8 سبتمبر 2019 م. كما أنها قدمت تعازيها لأهالي القتلى والجرحى واستعدادها لدفع الحقوق الشرعية للضحايا.

الأراضي الخاضعة لسيطرة جماعة نصرة الإسلام والمسلمين باللون الأبيض

في 13 شعبان 1441 هـ / 6 أبريل 2020 م، قتل أمير تمبكتو أبو يحي الجزائري إثر هجوم على ثكنة عسكرية تابعة للجيش المالي.